# Carrozze FS tipo 1955 e tipo 1957
Le carrozze "tipo 1955" e "tipo 1957" delle Ferrovie dello Stato erano una serie di carrozze passeggeri costruite nella seconda metà degli anni cinquanta del XX secolo.
Vennero progettate rielaborando il progetto delle carrozze "tipo 1946", per poter disporre in tempi rapidi di un nuovo modello di carrozza utilizzabile nelle relazioni di prestigio. Per consentire tale utilizzo, la lunghezza venne aumentata a 23672 mm e il numero di scompartimenti in seconda classe venne ridotto da 10 a 9, aumentandone il comfort. I finestrini, inizialmente del classico tipo a vetro unico, vennero sostituiti nelle forniture successive da finestrini tipo Klein, divisi in una metà apribile e una inferiore fissa.
Le carrozze vennero costruite in 408 unità, ripartite in varie serie di prima classe (Az), di seconda classe (Bz), miste (ABz), di seconda classe a cuccette (Bcz) e miste a cuccette (AcBcz).
Le carrozze montavano inizialmente carrelli di tipo 27 B, poi sostituiti su molte unità dai più moderni del tipo 24.
La livrea era inizialmente nel classico castano-Isabella, con tetto color alluminio, sostituito agli inizi degli anni sessanta dal solo castano; a differenza di carrozze di serie simili (Tipo 1946, Tipo 1959) nessuna delle Tipo 1955 ebbe la livrea azzurro e celeste delTreno Azzurro, mentre vi furono alcune ABz Tipo 1957 con tale livrea. Successivamente tutte le carrozze vennero ridipinte in livrea grigio ardesia, e a partire dagli anni ottanta in grigio beige con fascia dei finestrini in rosso fegato, similmente alle carrozze X.
Contrariamente alle previsioni, le carrozze "tipo 1955" e "tipo 1957" furono utilizzate solo saltuariamente nei servizi di prestigio per cui erano state realizzate. Furono presto relegate ai servizi locali a causa dell'arrivo delle carrozze X, più confortevoli (file da 6 sedili anche in seconda classe) e con velocità massima aumentata da 140 a 160 km/h. Furono ritirate dal servizio a partire dalla fine degli anni ottanta. 